# Abdel-Aziz bin Habtour
Abdel-Aziz bin Habtour (nacido el 8 de agosto de 1955) es un político yemení que se desempeñó como gobernador de Adén durante la toma de posesión hutí en Yemen. Es miembro del Congreso General del Pueblo, y miembro de su comité permanente desde 1995. Aliado del presidente Abdrabbuh Mansur Hadi, condenó el golpe de Estado yemení de 2014-2015 y recibió al depuesto líder después de su huida de la capital controlada por los hutíes, Saná, el 21 de febrero de 2015. También es un opositor vocal del movimiento separatista en el ex Yemen del Sur, diciendo que el movimiento está demasiado fracturado y pequeño para lograr sus objetivos. 
En octubre de 2016, bin Habtour fue nombrado primer ministro en el gobierno paralelo liderado por los hutíes.
Bin Habtour se desempeñó como Viceministro de Educación de 2001 a 2008 y posteriormente como Rector de la Universidad de Adén. 

## Biografía

### Carrera profesional
La Universidad de Adén empleó a bin Habtour como prorector de 1994 a 2001. En 2001, el presidente Ali Abdullah Saleh llamó a bin Habtour para servir como Viceministro de Educación, cargo que ocupó hasta 2008. Más tarde, se convirtió en presidente y rector de la universidad de Adén.
El presidente Hadi designó a bin Habtour como gobernador de Adén por decreto el 22 de diciembre de 2014. Juró tres días después. Como nuevo gobernador de Adén, se enfrentó a los disturbios creados por la toma de posesión de los hutíes en 2015, incluyendo un levantamiento pro-separatista en el puerto de Adén. También se reunió con Hadi después de huir a Adén desde la capital de SANÁ.
En algún momento durante la batalla de meses por Adén en 2015, bin Habtour huyó de la ciudad. En julio, el gobierno yemení en el exilio en Arabia Saudita anunció el nombramiento de su exdiputado, Nayef al-Bakri, como gobernador.

### Primer ministro
El 2 de octubre de 2016, fue nombrado primer ministro por los hutíes. El 4 de octubre, formó su gabinete. El gabinete, que incluía miembros del Movimiento de Yemen del Sur, no fue reconocido internacionalmente. 
El 28 de noviembre de 2016, se formó un nuevo gabinete. Ansarullah y el Congreso General del Pueblo anunciaron un gobierno de salvación nacional dirigido por Habtour. Luego dijo que la nueva coalición sería un paso vital para reorganizar los asuntos internos de Yemen y lidiar con las consecuencias de la intervención liderada por Arabia Saudita en Yemen.
Sin embargo, el Enviado Especial de la ONU para Yemen, Ismail Ould Cheikh Ahmed, dijo que la medida era "un obstáculo nuevo e innecesario. Yemen se encuentra en una coyuntura crítica. Las acciones tomadas recientemente por Ansarullah y el Congreso General del Pueblo solo complicarán la búsqueda de una solución pacífica. Las partes deben mantener los intereses nacionales de Yemen por encima de las ambiciones partidistas estrechas y tomar medidas inmediatas para poner fin a las divisiones políticas y abordar los desafíos de seguridad, humanitarios y económicos del país". Afirmó además que tal acción podría dañar las conversaciones de paz.
El 13 de diciembre de 2016, acusó al Reino Unido de crímenes de guerra contra Yemen, al entregar bombas a la coalición liderada por Arabia Saudita.
El 5 de abril de 2017, presentó su renuncia como primer ministro al Consejo Político Supremo, según fuentes cercanas a él. Esto ocurrió después de que los milicianos hutíes irrumpieron en la sede de la Autoridad General de Seguridad Social y Pensiones en Saná, y según los informes, se hicieran cargo del establecimiento y confiscaran fondos destinados a pensionistas.

### Vida personal
Bin Habtour nació en 1955 en la gobernación de Shabwah, parte de lo que entonces era el Protectorado británico de Adén. Obtuvo una licenciatura en economía y administración de la Universidad de Adén en 1981, una maestría en economía de la Escuela de Economía y Derecho de Berlín en 1988 y un doctorado de la Universidad de Leipzig en 1992. Está casado y tiene cinco hijos.
- Datos: Q12223068
- Multimedia: Abdel-Aziz bin Habtour / Q12223068